# 후더핑
후더핑(중국어: 胡德平, 병음: Hú Dépíng, 한자음: 호덕평, 1942년 11월 5일 ~ )은 중화인민공화국의 정치인이다. 중국공산당 중앙위 총서기였던 후야오방의 아들이다. 중국인민정치협상회의 전국위원회 위원으로 중국공산당 중앙통일전선공작부 부부장, 제10기 전국인민대표대회 상무위원회 상무위원 등을 지냈다.